# Clark Ridge
Clark Ridge ist ein markanter und 6 km langer Gebirgskamm im westantarktischen Queen Elizabeth Land. In den Anderson Hills der nördlichen Patuxent Range in den Pensacola Mountains ragt er 6 km westlich des Mount Lowry auf.
Der United States Geological Survey kartierte ihn anhand von Vermessungen und Luftaufnahmen der United States Navy aus den Jahren von 1956 bis 1966. Das Advisory Committee on Antarctic Names benannte ihn 1968 nach Larry Clark, Koch auf der Plateau-Station im antarktischen Winter 1967.